# Joseph Beauvollier de Courchant
Joseph Beauvollier de Courchant, ou de Beauvollier de Courchant, est un lieutenant de frégate qui fut gouverneur de l'île Bourbon. En 1721, il participe à la prise de possession de l'île de France et devient gouverneur général des îles de Bourbon et de France. Puis il est commandant des troupes à Pondichéry pour l'Empire colonial français.